# Pintor del gerro dels carners

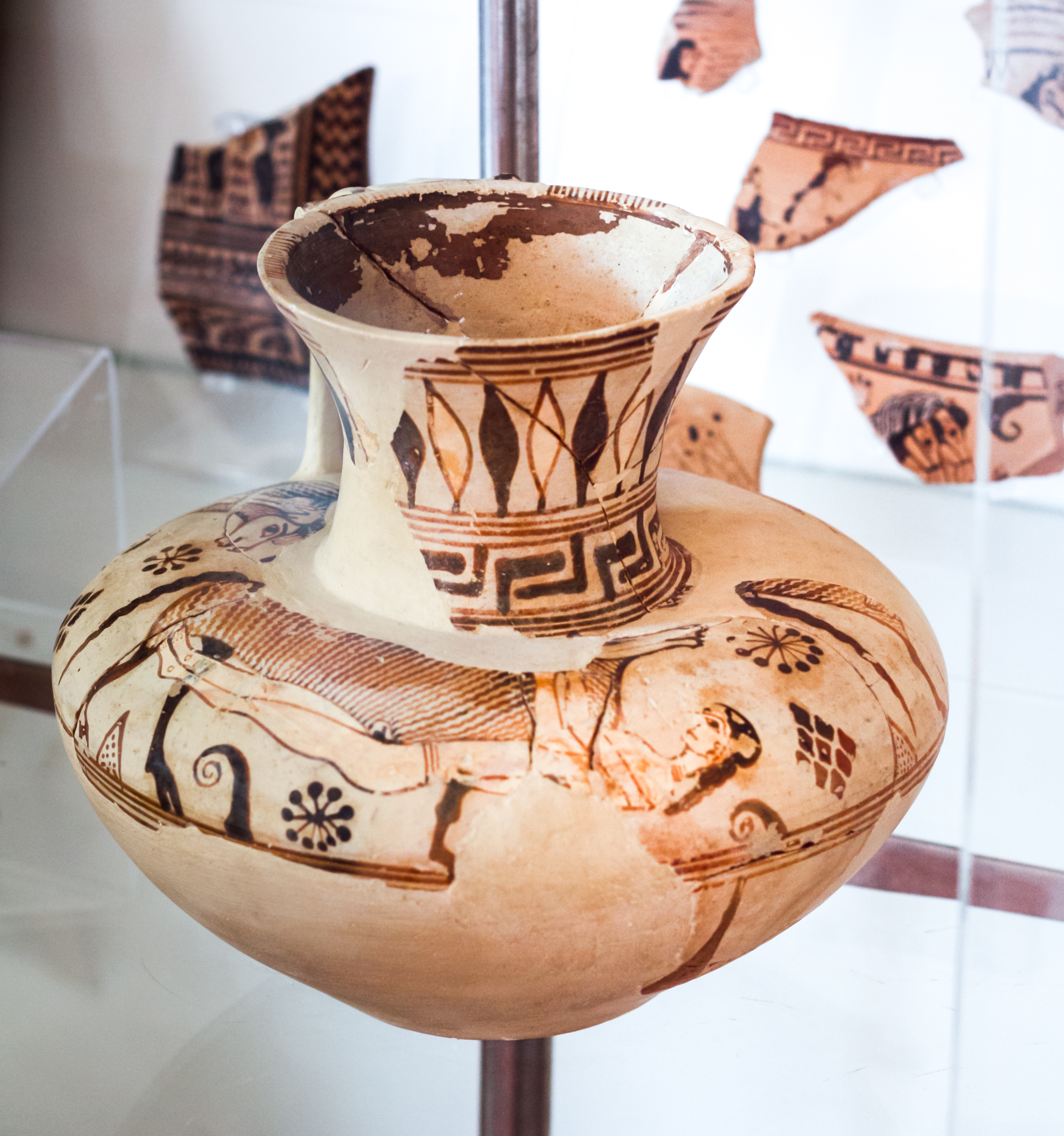
El «Gerro dels carners»

El Pintor del Gerro dels carners (Ram Jug Painter) és el nom convingut d'un terrissaire i ceramista grec format a l'Àtica i actiu entre el segon i el tercer quart del segle vii abans de la nostra era. El gerro se'n conserva en el Museu Arqueològic d'Egina, en el qual es representa l'escena de la fugida d'Odisseu i dels seus companys de la gruta del Ciclop.

## Estil
Exponent de l'estil en blanc i negre, el Pintor del gerro dels carners és, per contra, prou contingut en l'ús del blanc, i prefereix deixar que l'argila natural del got brille sota els seus dibuixos en contorn. La tècnica en contorn se sol combinar amb incisions. Hereu de molts motius i formes provinents del Pintor d'Analatos, com la roseta puntejada, perceptible a la vista i una típica flor de lotus (una situada al coll de l'Àmfora de Quiró), li agraden les figures enfrontades, però perfecciona el plafó més que el fris. Altres elements com ara els pròtoms de contorn i l'ús del color marró són derivacions ciclàdiques. En comparació amb els seus contemporanis protoàtics resulta més purità, menys interessat en temes grandiosos i més inclinat cap a l'harmonia compositiva.

## Obres principals

### El crater d'Egist
A la seua primera fase d'activitat pertany el Crater d'Egist, un crater ovoide amb una filera de cavalls pasturant al fris de la part inferior, a prop del peu, i quatre escenes figurades a la zona principal. A la cara frontal hi ha una escena amb temes mítics, amb la mort d'Egisto: Orestes es representa en negre i en contorn, amb incisions emprades en alguns detalls com ara els dits, canells, roba, decoracions i adorns dels costats. Les altres figures són de color blanc amb detalls lineals marrons o negres. No hi ha intenció simbòlica en assignar colors, el negre només ressalta la figura d'Orestes, com a personatge principal. Al costat oposat del got hi ha una escena fragmentària amb Àrtemis i Apol·lo, i davall les anses hi ha figures separades de les altres narracions, difícilment identificables, representades en actitud de llançar pedres.

### El Gerro dels carners
El tema és pres de l'Odissea: Odisseu escapa de la cova de Polifem. L'escena fragmentària adorna l'espatlla quasi plana d'una enòcoa (Museu Arqueològic d'Egina). Dos carners avancen, cadascun amb un jove agafat al ventre i les banyes; s'ha conservat part d'un tercer animal. Els carners estan representats en contorn, tret de les potes i la cua, que són en silueta. Les figures dels joves estan farcides de blanc sense incisions.

### L'Àmfora de Quiró

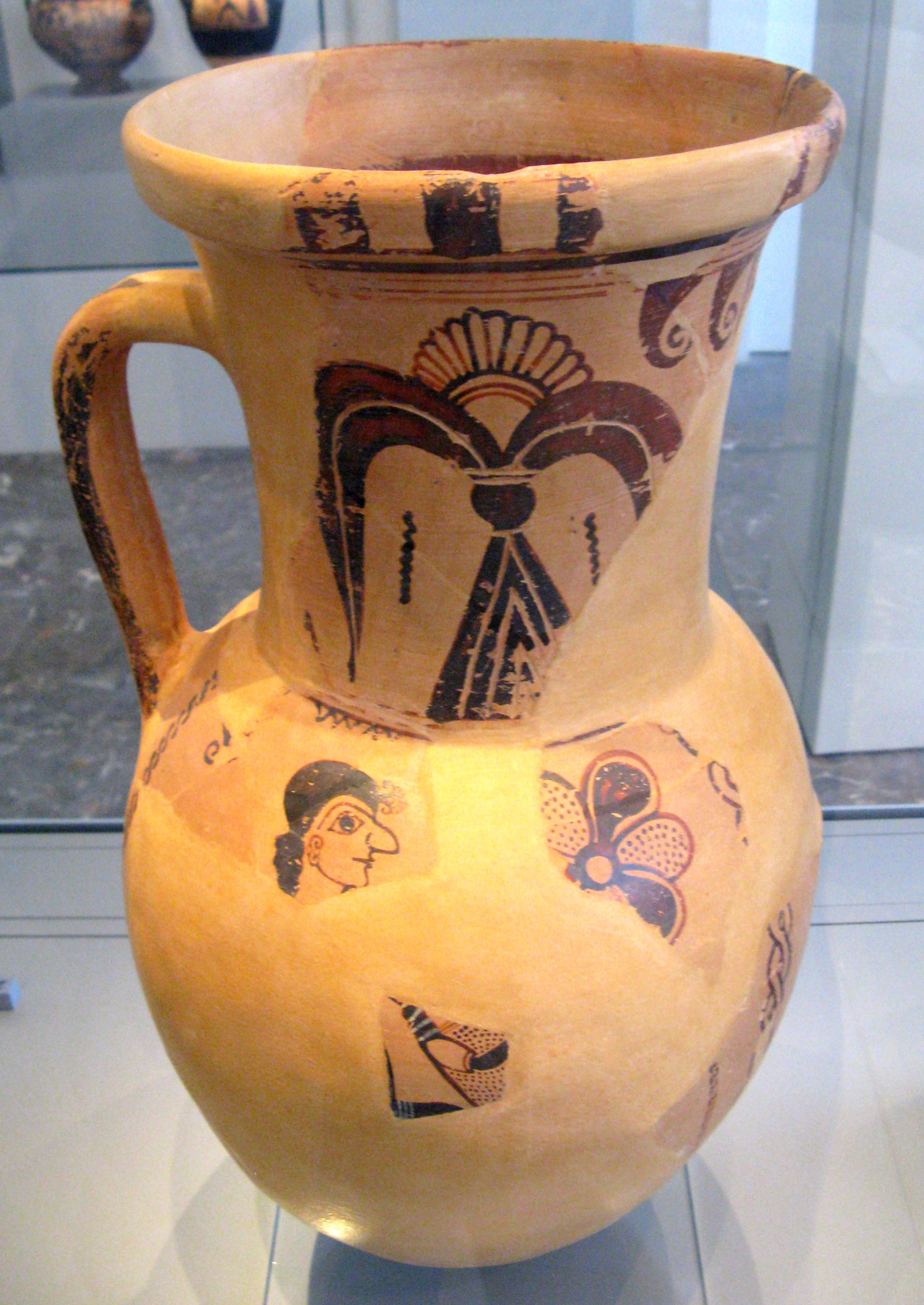
El Pintor del Gerro dels carners, Àmfora de Quiró. Antikensammlung Berlín, Äginischer Vasenfund A9

L'Àmfora de Quiró és fragmentària, però encara és llegible; l'escena es divideix entre els dos costats: d'una banda Peleu, de l'altra Quiró, i és un dels primers exemples d'aquesta mena de decoració en què en cada costat se'n troba una única gran figura. Peleu, pare natural d'Aquil·les, lliura el seu fill encara petit al savi centaure Quiró perquè en siga preceptor; aquesta àmfora és una de les primeres representacions conegudes d'aquest tema. El cap de Peleu en contorn és encara intacte i se'n pot apreciar l'òptima factura; una banda està relacionada amb el seu cabell, i està decorada amb palmetes a l'alçada del front. D'Aquil·les queda un fragment amb part del mantell i part del braç en silueta negra. El blanc a penes s'utilitza, només unes poques línies als canells i per a indicar el cabell en estil dedàlic. En l'altre costat del got, Quiró té el cos en silueta negra amb evidents detalls incisos i el rostre girat; tendeix una mà per a rebre el xiquet, i amb l'altra aguanta sobre l'espatla la branca de la qual, com si tornàs de la caça, pengen un llop, un lleó i un senglar, representats amb caps grans i cossos menuts.

## Altres obres atribuïdes
- Enòcoa amb dues esfinxs enfrontades, protoàtic mitjà. Atenes, Museu de l'Àgora.[5][6]
- Enòcoa amb pròtom de lleó, protoàtic mitjà; Atenes, Museu de l'Àgora.[5][7]